# Glavni števnik
Glavni števnik je ime števila in izraža količino štetega: ena, dva/dve, sto, petintrideset (35), sedem  milijonov tristo petinsedemdeset tisoč devetsto šestnajst (7.375.916). Po slovenskem pravopisu pišemo glavne števnike do 100 in stotice skupaj, druge pa narazen. Izjema so zneski na položnicah in računih, ki jih pišemo skupaj sedemmilijonovtristopetinsedemdesettisočdevetstošestnajst SIT.Glavne števnike, če jih pišemo s številko pišemo brez pike.